# Hamilton (Ontário)
Hamilton é uma cidade da província canadense de Ontário. Com uma população de cerca de 519 949 mil habitantes, Hamilton é a quarta cidade mais populosa da província e a décima mais populosa do país. Localizada na beira oeste do Lago Ontário, Hamilton é um centro industrial, onde estão localizadas as principais usinas siderúrgicas do Canadá.

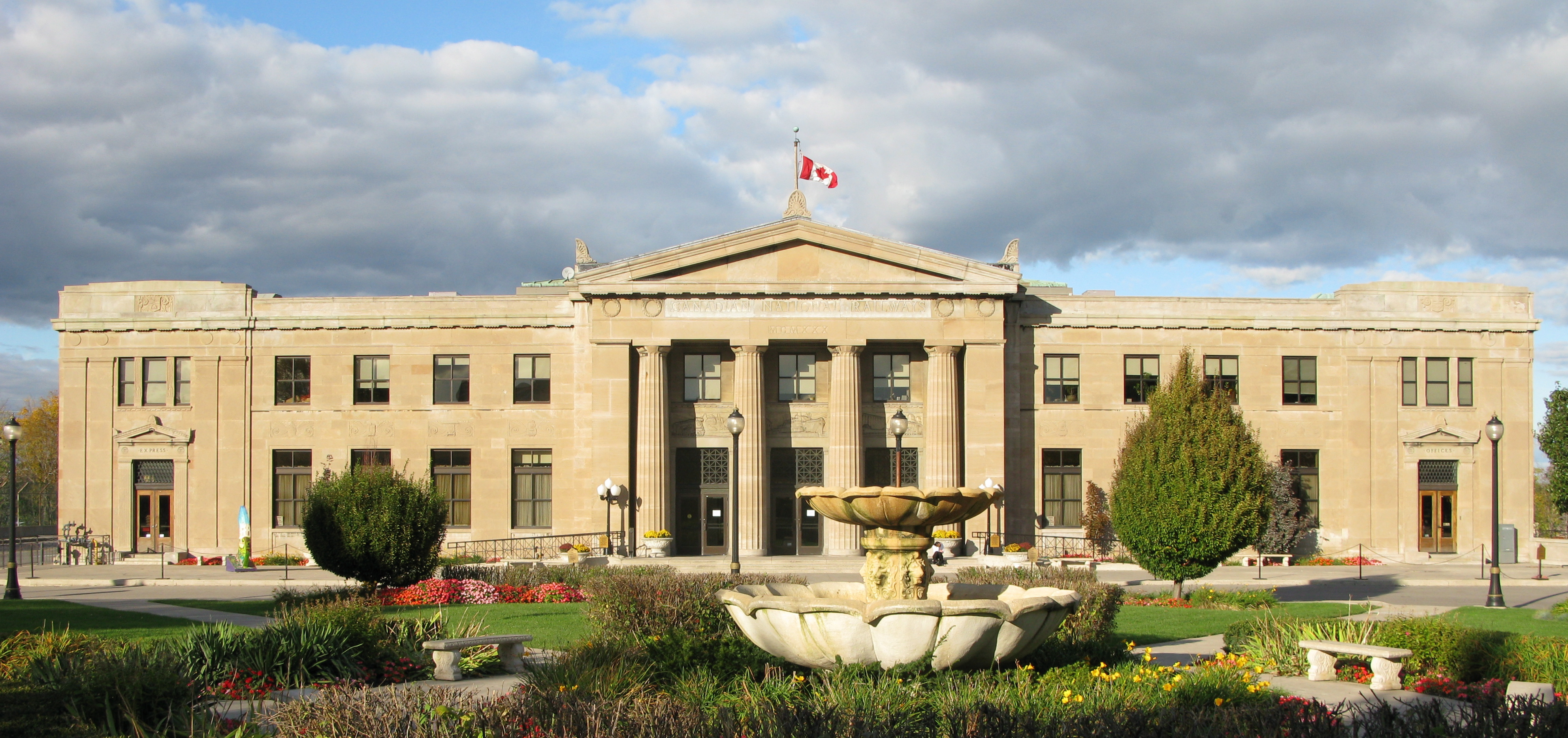
Panorama da Estação LIUNA.